# Tongerlo (Antwerpen)
Tongerlo ist ein Dorf und eine Teilgemeinde der Gemeinde Westerlo in der Provinz Antwerpen, Belgien. Das Dorf liegt etwa 10 Kilometer südöstlich der Stadt Herentals. Tongerlo liegt im Tal der Wimp auf einer Höhe von etwa 13 Metern. Tongerlo ist vor allem für die 1130 gegründete Abtei Tongerlo  und das ehemals dort gebraute Bier bekannt. 2022 hatte Tongerlo 5.084  Einwohner.

## Geschichte
Im Jahr 1130 wurde die Prämonstratenserabtei Tongerlo im Dorf Tongerlo von Giselbert von Kasterlee gegründet. Sie war bis 1140 ein Doppelkloster. Die Abtei entwickelte sich zu einer der wichtigsten Abteien Belgiens. Der Abt wurde zur Heerlijkheid und besaß gerichtliche Befugnisse. Im Jahr 1644 erwarb die Abtei die vollen gerichtlichen Befugnisse für die Heerlijkheid.

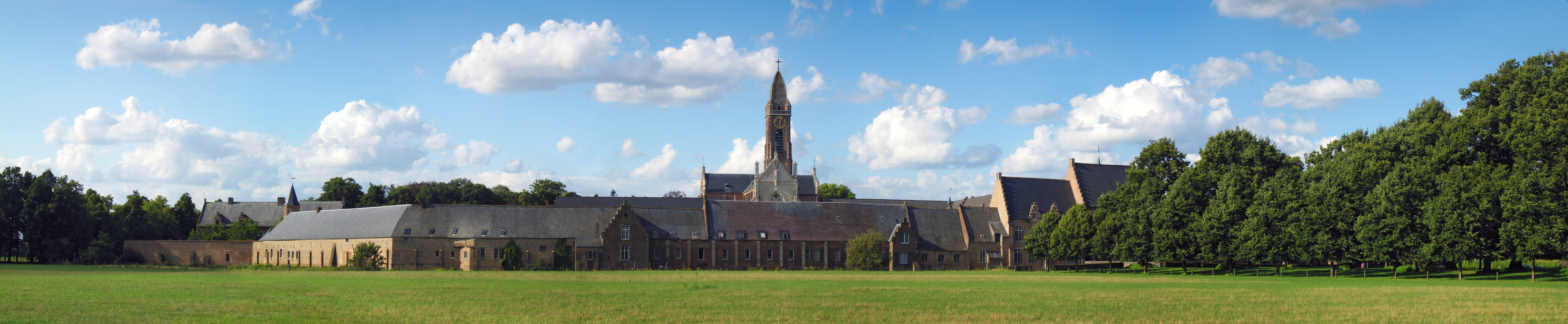
Abtei Tongerlo

Die Macht der Abtei begann nach 1773 zu schwinden. In den Jahren 1789 und 1790 beteiligte sich die Abtei an der Brabanter Revolution gegen die österreichischen Niederlande. Die Revolutionäre wurden besiegt, und die Abtei verlor die Kontrolle über die Heerlijkheid. Die Abtei Tongerlo wurde 1796 nach der Französischen Revolution aufgelöst, und das Dorf Tongerlo bildete eine unabhängige Gemeinde mit dem Weiler Oosterwijk. Das Kloster kehrte 1840 zur Abtei zurück. Tongerlo blieb bis 1971 unabhängig, als es mit Westerlo zusammengelegt wurde.

## Kultur
Tongerlo ist ein Abteibier der Norbertiner der Abtei Tongerlo. Heute wird das Bier von der Brauerei Haacht aus Boortmeerbeek gebraut.

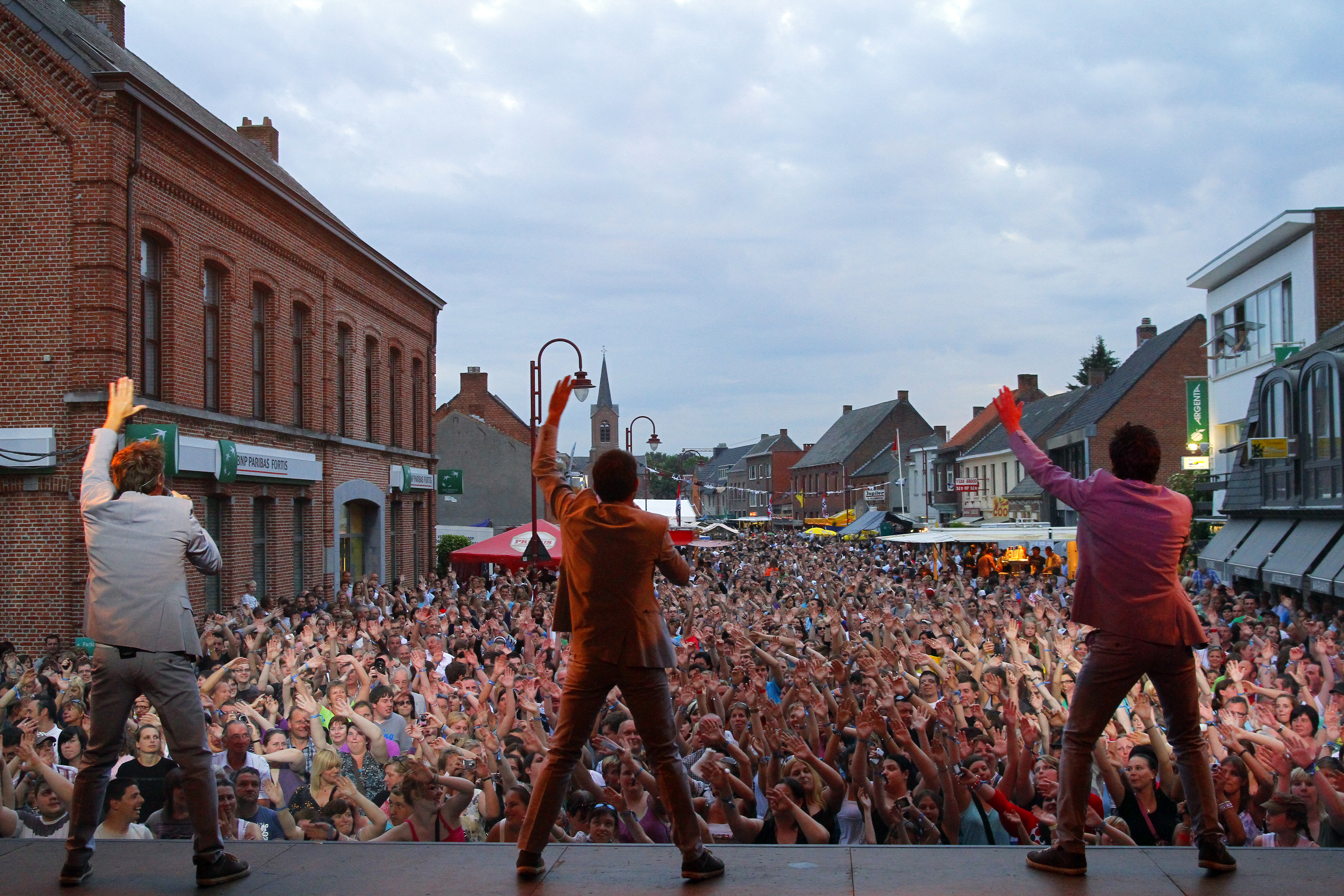
Tongerlo leeft! (Dorffest, 2011)

Seit 1987 organisiert Tongerlo jedes Jahr am zweiten Wochenende im Mai ein Dorffest: Tongerlo leeft.